# Мечеть Омар Эфенди
Мечеть Омар Эфенди (азерб. Ömər Əfəndi məscidi) — историко-архитектурный памятник XIX века. Находится в городе Шеки, Азербайджан.

## История
Построенная в XIX веке мечеть Омара Эфенди сохранила свой первозданный вид до наших дней. В советский период здание мечети использовалось в качестве склада. После 1950 года мечеть возобновила свою деятельность. В 1986 году мечеть сгорела в результате стихийного бедствия. В 1987 году, по инициативе имама Джума-мечети города Шеки — Гаджи Селима Эфенди, а также при помощи пожертвований местных жителей, мечеть была отреставрирована и восстановлена.
Религиозная община мечети «Омар Эфенди» города Шеки была официально зарегистрирована Государственным комитетом Азербайджанской Республики по работе с религиозными образованиями.

## Описание и Архитектура

Вид на мечеть с центра города

Мечеть Омара Эфенди имеет прямоугольную форму. Кирпичный карниз на фасаде, а также стены между окнами, украшенные несколько выступающими вперед тонкими узорами, дополняют её архитектурный вид.
Площадь мечети составляет 105 квадратных метров, территория прилегающего участка — 525 квадратных метров. При строительстве мечети были использованы такие местные стройматериалы, как галька и жжёный кирпич. Крыша мечети покрыта железными листами, пол и потолок выполнены из дерева.
Перед входной дверью мечети расположен открытый балкон. Молящиеся совершают омовение в бассейне, расположенном во дворе мечети, а затем проходят для совершения молитвы в просторный и светлый зал. В главном молельном зале установлено 14 окон. В передней части главного молельного зала расположено ещё большее по размерам молельное помещение, общей площадью 80 квадратных метров, 45 из которых отданы женщинам, а остальная часть используется в качестве коридора.
Минбар (трибуна) мечети изготовлен из дерева и украшен элегантными ручными узорами. Высота михраба, оформленного растительным орнаментом — три метра.
Минарет мечети, также построенный из жженого кирпича, имеет округлую форму. Её высота составляет 14 метров.
Кирпичный узоры минарета, входящего в основной комплекс мечети, подчеркивают искусность мастера.